# Mark Watt
Mark Watt (nacido el 29 de julio de 1996) es un jugador de críquet escocés. En mayo de 2021, durante la serie One Day International contra los Países Bajos, Watt ganó su wicket número 100 en el cricket internacional para Escocia. En septiembre de 2021, Watt fue incluido en el equipo provisional de Escocia para la Copa Mundial ICC Men's Twenty20 de 2021.

## Carrera internacional
El 18 de junio de 2015, Watt hizo su debut en el Twenty20 International contra Irlanda. Hizo su debut en primera clase en la Copa Intercontinental ICC 2015-17 el 9 de agosto de 2016 contra los Emiratos Árabes Unidos. El 8 de septiembre de 2016, hizo su debut en One Day International (ODI) contra Hong Kong. En marzo de 2022, Watt volvió a firmar con Derbyshire County Cricket Club para jugar en el Twenty20 Blast de 2022 en Inglaterra.